# Matra
Matra, acrònim de Mécanique-Aviation-TRAction, és una empresa francesa fundada el 1945 que cobreix una àmplia gamma d'activitats en el sector aeronàutic, aeroespacial, automoció, automobilisme, transport, telecomunicacions i de defensa. Des de 1992 és una subsidiària del «Grup Lagardère».

## Automobilisme

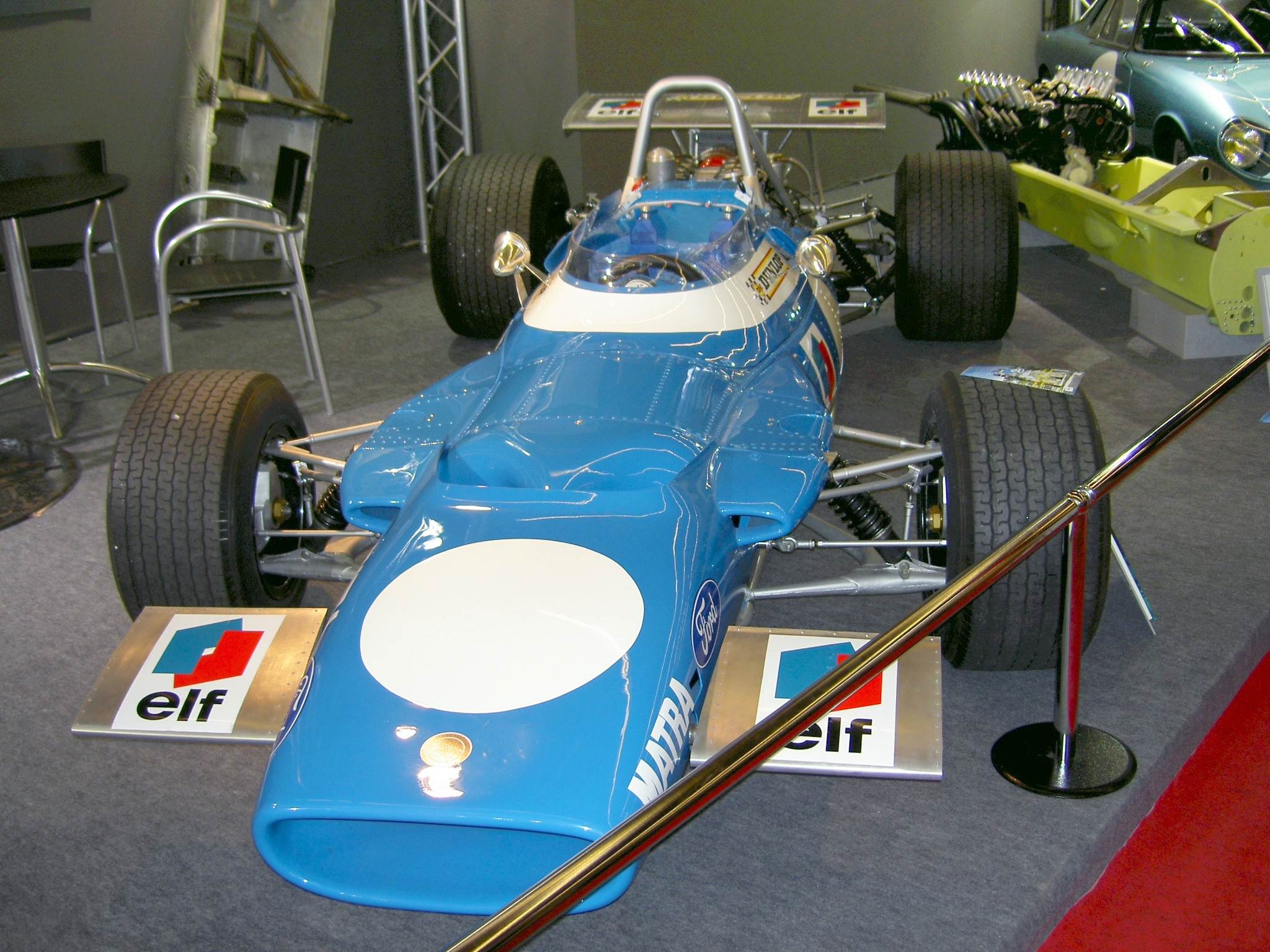
El F1 Matra MS80, victoriós el 1969.

El 1965, Matra ha recuperat les activitats de l'empresa «Automobiles René Bonnet» en el moment de la fallida d'aquesta última, sent Matra l'accionista majoritari de l'empresa automobilística.
El 1967, Matra va crear un equip de cotxes de competició que va arribar a disputar curses a la Fórmula 1.
Va debutar el 7 de maig el Gran Premi de Mònaco de la temporada 1967 de la mà dels pilots francesos Johnny Servoz-Gavin i Jean-Pierre Beltoise, havent de retirar-se tots dos.
Va ser campió del món de constructors a la temporada 1969.

### Resum
| Curses: | Victòries: | Pòdiums: | Poles: | Voltes ràpides: | Punts: |
| ------- | ---------- | -------- | ------ | --------------- | ------ |
| 60      | 9          | 20       | 3      | 4               | 165    |